# Balantiocheilos melanopterus
Balantiocheilos melanopterus (акулячий барбус, акулячий булу, акулячий балу) — вид прісноводних риб родини Коропових. Зустрічається у водоймах Південно-Східної Азія, перебуває під загрозою зникнення. Утримується в акваріумах.

## Поширення та місця існування
Зустрічається в річках та струмках з швидкою течією Таїланду, Суматри, Борнео, Камбоджі, Лаосу та Малайзії. Водойм з повільною течією уникає.

## Морфологічні ознаки
Опис. Тіло вузьке, видовжене, голова маленька, очі великі, рот нижній, вуса відсутні. Луска велика, плавці серпоподібної форми. Спинний плавець високий, вертикальний, хвостовий — роздвоєний. У природних умовах досягає 35 см завдовжки, в акваріумах — до 20 см. Статевий диморфізм практично не виражений, самці дещо стрункіші та дрібніші за самок. У молодих особин стать розрізнити неможливо.
Забарвлення. Тіло сріблясто-сталеве, плавці — жовто-помаранчеві з чорною облямівкою.

## Утримання в акваріумі

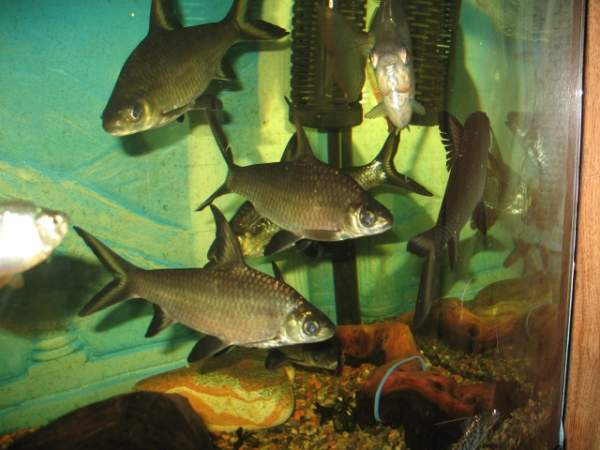

Це миролюбні зграйні риби. Рекомендується утримувати в акваріумах об'ємом від 150—200 літрів зграйками по 5—7 особин. Утримання в акваріумах меншого об'єму призводить до уповільнення росту та меншої тривалості життя. Однак можливе утримання в таких акваріумах 1—2 особин. Ці риби добре почувають себе з іншими миролюбними рибами. Великі хижі риби можуть обкушувати їм плавці.
Параметри води для утримання: твердість 12—16°, рН 6,5—7,5, температура 24—26 °C. Необхідна потужна фільтрація, аерація та щотижнева заміна 1/3 об'єму води.
Всеїдні, поїдають будь-які живі та штучні корми. Рекомендується періодично включати в раціон рослинні корми (листя салату, кульбаби тощо). Не рекомендується годувати мотилем, оскільки напівперетравлені хітинові оболонки можуть забивати травну систему.
Статевої зрілості досягають у віці 2—3 роки, однак інформації про розведення в акваріумах немає. Розмноження можливе в акваріумах об'ємом понад 300 л, для стимуляції розмноження використовують ін'єкцію гормонів. Практично всі риби, що продаються, імпортуються з місць їхнього природного існування.